# Винча
Винча се налази на 14 km удаљености од Београда, поред пута Београд–Смедерево и позната је по налазима праисторијског локалитета Бело брдо изузетне археолошке вредности. Административно припада градској општини Гроцка града Београда. Према попису из 2022. има 6.924 становника (према попису из 2011. било је 6.779 становника).

## Историја
Праисторијски локалитет Бело брдо је на самој обали Дунава и представља светски познато археолошко налазиште са остацима, великог неолитског насеља, у културном слоју дебљине 10,5 м и захвата површину од 10 хектара. Током ископавања, 1908. године под вођством чувеног професора Београдског универзитета др Милоја Васића, откривене су бројне куће, земунице са остацима материјалне културе праисторијског човека.
Сваки од наталожених праслојева, који обележава поједине фазе живота у Винчи (у раздобљу од око 4500. до 3200. п. н. е.), садржи праве ризнице најразноврснијих предмета: оруђе и оружје од камена и кости, посуђе за свакодневну употребу, богато декорисане ритуалне вазе, велики број антропоморфних и зооморфних фигурина, накит од разних врста материјала и безброј других предмета и уметничких дела израђених у самој Винчи или прибављених из удаљених области - из средње Европе, доњег Подунавља или са Медитерана.
Винчанска култура простирала се око 4000. године пре наше ере, на територији већој од територије било које неолитске културе у Европи. Поједина њена насеља премашила су величином и бројем житеља не само сва истовремена неолитска насеља, већ и прве градове знатно касније настале у Месопотамији, Егеји и Египту.
Винчанска култура била је у зениту развоја до 3800. године п. н.е., све док се нису појавиле заједнице које су развиле нове привредно-друштвене односе, засноване на сточарству и обради бакра и злата.
Поред археолошког налазишта, Винча је позната и по манастиру Ваведење из XV века, као и Институту за нуклеарна испитивања "Винча". На територији насеља Винча налази се и једна од највећих депонија у Србији.
Овде се налази ОШ „Никола Тесла“ Винча.

## Демографија
У насељу Винча живи 4536 пунолетних становника, а просечна старост становништва износи 37,7 година (37,0 код мушкараца и 38,5 код жена). У насељу има 1831 домаћинство, а просечан број чланова по домаћинству је 3,18.
Ово насеље је великим делом насељено Србима (према попису из 2002. године), а у последња три пописа, примећен је пораст у броју становника.
|             | \| Демографија[3] \| Демографија[3] \| Демографија[3] \| \| Година \| Становника \| Становника \| \| -------------- \| -------------- \| -------------- \| \| 1948. \| 1.767 \| \| \| 1953. \| 2.047 \| \| \| 1961. \| 2.247 \| \| \| 1971. \| 2.280 \| \| \| 1981. \| 3.653 \| \| \| 1991. \| 5.213 \| 5.067 \| \| 2002. \| 5.819 \| 6.063 \| \| 2011. \| 6.779 \| \| \| 2022. \| 6.924 \| \| |            |
| Демографија | |            |
| Година      | Становника | Становника |
| 1948.       | 1.767 |            |
| 1953.       | 2.047 |            |
| 1961.       | 2.247 |            |
| 1971.       | 2.280 |            |
| 1981.       | 3.653 |            |
| 1991.       | 5.213 | 5.067      |
| 2002.       | 5.819 | 6.063      |
| 2011.       | 6.779 |            |
| 2022.       | 6.924 |            |

| Етнички састав према попису из 2002.‍ | Етнички састав према попису из 2002.‍ | Етнички састав према попису из 2002.‍ | Етнички састав према попису из 2002.‍ | Етнички састав према попису из 2002.‍ |
| ------------------------------------ | ------------------------------------ | ------------------------------------ | ------------------------------------ | ------------------------------------ |
|                                      |                                      |                                      |                                      |                                      |
| Срби                                 | Срби                                 |                                      | 5.475                                | 94,08%                               |
| Црногорци                            | Црногорци                            |                                      | 85                                   | 1,46%                                |
| Роми                                 | Роми                                 |                                      | 53                                   | 0,91%                                |
| Југословени                          | Југословени                          |                                      | 35                                   | 0,60%                                |
| Македонци                            | Македонци                            |                                      | 23                                   | 0,39%                                |
| Хрвати                               | Хрвати                               |                                      | 22                                   | 0,37%                                |
| Мађари                               | Мађари                               |                                      | 14                                   | 0,24%                                |
| Муслимани                            | Муслимани                            |                                      | 11                                   | 0,18%                                |
| Бугари                               | Бугари                               |                                      | 8                                    | 0,13%                                |
| Румуни                               | Румуни                               |                                      | 3                                    | 0,05%                                |
| Словенци                             | Словенци                             |                                      | 2                                    | 0,03%                                |
| Немци                                | Немци                                |                                      | 2                                    | 0,03%                                |
| Бошњаци                              | Бошњаци                              |                                      | 2                                    | 0,03%                                |
| Албанци                              | Албанци                              |                                      | 2                                    | 0,03%                                |
| Русини                               | Русини                               |                                      | 1                                    | 0,01%                                |
| Руси                                 | Руси                                 |                                      | 1                                    | 0,01%                                |
| непознато                            | непознато                            |                                      | 8                                    | 0,13%                                |

| Година пописа     | 1948. | 1953. | 1961. | 1971. | 1981. | 1991. | 2002. |
| ----------------- | ----- | ----- | ----- | ----- | ----- | ----- | ----- |
| Број домаћинстава | 359   | 483   | 496   | 575   | 969   | 1.430 | 1.831 |

| Број чланова      | 1   | 2   | 3   | 4   | 5   | 6  | 7  | 8 | 9 | 10 и више | Просек |
| ----------------- | --- | --- | --- | --- | --- | -- | -- | - | - | --------- | ------ |
| Број домаћинстава | 265 | 388 | 368 | 534 | 174 | 71 | 18 | 7 | 4 | 2         | 3,18   |

| Пол    | Укупно | Неожењен/Неудата | Ожењен/Удата | Удовац/Удовица | Разведен/Разведена | Непознато |
| ------ | ------ | ---------------- | ------------ | -------------- | ------------------ | --------- |
| Мушки  | 2.374  | 709              | 1.519        | 76             | 67                 | 3         |
| Женски | 2.453  | 549              | 1.515        | 299            | 87                 | 3         |
| УКУПНО | 4.827  | 1.258            | 3.034        | 375            | 154                | 6         |

| Пол    | Укупно                    | Пољопривреда, лов и шумарство | Рибарство                            | Вађење руде и камена | Прерађивачка индустрија       |
| ------ | ------------------------- | ----------------------------- | ------------------------------------ | -------------------- | ----------------------------- |
| Мушки  | 1.220                     | 159                           | 1                                    | 0                    | 211                           |
| Женски | 936                       | 104                           | 0                                    | 1                    | 132                           |
| УКУПНО | 2.156                     | 263                           | 1                                    | 1                    | 343                           |
| Пол    | Производња и снабдевање   | Грађевинарство                | Трговина                             | Хотели и ресторани   | Саобраћај, складиштење и везе |
| Мушки  | 33                        | 143                           | 215                                  | 40                   | 164                           |
| Женски | 9                         | 28                            | 227                                  | 37                   | 31                            |
| УКУПНО | 42                        | 171                           | 442                                  | 77                   | 195                           |
| Пол    | Финансијско посредовање   | Некретнине                    | Државна управа и одбрана             | Образовање           | Здравствени и социјални рад   |
| Мушки  | 10                        | 87                            | 41                                   | 29                   | 42                            |
| Женски | 23                        | 51                            | 34                                   | 72                   | 148                           |
| УКУПНО | 33                        | 138                           | 75                                   | 101                  | 190                           |
| Пол    | Остале услужне активности | Приватна домаћинства          | Екстериторијалне организације и тела | Непознато            | Непознато                     |
| Мушки  | 40                        | 1                             | 0                                    | 4                    | 4                             |
| Женски | 37                        | 0                             | 0                                    | 2                    | 2                             |
| УКУПНО | 77                        | 1                             | 0                                    | 6                    | 6                             |